# COEM
COEM (kort voor Coin Operated Entertainment Machine) is een Belgische rockband, die later meer jazzinvloeden begon te verwerken. De band werd opgericht in 1998. en werd oorspronkelijk C.O.E.M. gespeld. De naam wijzigde na het uitkomen van het eerste album. Na dit debuutalbum werd het oorspronkelijke trio aangevuld met Pol Geudens, die de band evenwel weer zou verlaten in 2004.
Na 2008 werd het even stil rond de band, omdat frontman Marc Wetzels bezig was met het nevenproject BoyShouting Het laatste album Wave to us on your way to the top werd uitgebracht in 2012.
In 2015 werd het laatste concert gespeeld. COEM band speelde onder meer op Leffingeleuren, Pukkelpop en het Dour Festival en begeleidde Caroline Werbrouck op haar album Carrousel.

## Discografie
- 12 notes (2015) Live at CCH
- Wave to us on your way to the top (2012)
- Not a Single Collection (2012) Compilation
- We've got speakers on the outside of our spacecraft (2008)
- Move / The Mountain (2006)
- Happiness etc (2004)
- Bandwi(d)thconsiderations (2001)
- Wizzel wo (2000)

## Bezetting
Naast kernleden Jo Wetzels, Marc Wetzels en Stoffel Hias, die gedurende het hele bestaan van de band lid waren, bestond COEM tevens uit:
- Patrick Calvelo (2004 - 2015)
- Tom Sterkendries (2008 - 2014
- Han Stubbe (2009 - 2010)
- Nathan Daems 2009 - 2010
- Jelle van Giel 2009 - 2010
- Pol Geusens (2000 - 2004)